# Otto Schneider-Orelli

Otto Schneider-Orelli (1931)

Otto Schneider-Orelli (* 10. August 1880 in Münchenbuchsee; † 31. Oktober 1965 in Wald ZH) war ein Schweizer Entomologe und Önologe. Sein Forschungsschwerpunkt war die Angewandte Entomologie. Sein botanisch-mykologisches Autorenkürzel lautet «Schneid.-Or.».

## Leben
Schneider-Orelli war der Sohn von Arni und Elisabeth Schneider-Orelli, geborene Stämpfli. Nach der Erlangung des Lehrerpatents an der Universität Neuenburg im Jahr 1899 absolvierte er ab dem Jahr 1900 ein Studium der Naturwissenschaften mit botanischer Ausrichtung an der Universität Bern. 1905 wurde er mit der Dissertation Experimentelle Untersuchungen über schweizerische Weidenmelampsoren unter der Leitung des Mykologen Eduard Fischer zum Doktor promoviert. Anschliessend arbeitete er als Assistent bei Hermann Müller-Thurgau an der Eidgenössischen Versuchsanstalt für Obst-, Wein- und Gartenbau (Vorläufer der Agroscope) in Wädenswil, wo er ab 1913 als vollamtlicher Entomologe pflanzenphysiologische, mykologische und entomologische Probleme bearbeitete. 1917 wurde er als Nachfolger von Max Standfuss Konservator der entomologischen Sammlungen und Lehrbeauftragter an der ETH Zürich und 1921 Titularprofessor. Von 1928 bis 1950 war er ausserordentlicher Professor für Entomologie und erster Direktor des neugeschaffenen Instituts für Entomologie an der ETH Zürich.
Schneider-Orellis Bibliographie umfasst 110 Abhandlungen. Davon befassen sich allein 19 Arbeiten mit dem Einbindigen Traubenwickler, dem Bekreuzten Traubenwickler und der Reblaus, an der ihn insbesondere das Rassenproblem interessierte.
Schneider-Orelli war Mitglied der Entomologia Zürich und in der Schweizerischen Entomologischen Gesellschaft, wo er von 1925 bis 1927 das Präsidium innehatte.
1906 heiratete er seine Studienkollegin Mathilde. Aus dieser Ehe gingen vier Töchter und ein Sohn hervor. Sein Sohn Fritz Schneider (1911–1985) wurde ebenfalls Entomologe.

## Dedikationsnamen
Heinrich Kutter benannte 1950 die parasitisch lebende Ameisenart Teulomyrmex schneideri zu Ehren von Otto Schneider-Orelli. 2015 wurde die Gattung Teulomyrmex mit der Gattung Tetramorium synonymisiert und Kutters Name zum sekundären Juniorhomonym, da der Name Tetramorium schneideri bereits 1898 von Carlo Emery vergeben wurde. Philip S. Ward, Sean G. Brady, Brian L. Fisher und Ted R. Schultz wählten daher den Ersatznamen  Tetramorium inquilinum.

## Schriften (Auswahl)
- Entomologische Publikationen, 3 Bände. Fischer, Leipzig 1909–1915.
- Untersuchungen über den pilzzüchtenden Obstbaumborkenkäfer Xyleborus dispar und seinen Nährpilz. Jena 1913. (Sonderdruck aus: Centralblatt für Bakteriologie. Abt. 2, Bd. 38.)
- Einbindiger und bekreuzter Traubenwickler. In: Landwirtschaftliches Jahrbuch der Schweiz, 1915.
- Reblausversuche im Kanton Zürich. Keller, Luzern 1921.
- Die Reblaus und unser Weinbau. Beer, Zürich 1923.
- (mit Hans Leuzinger) Vergleichende Untersuchungen zur Reblausfrage. Beer, Zürich 1924.
- Schädlingsbüchlein für Landwirtschaft, Garten, Haus und Hof. Pro Patria Verlag, Thun 1938.
- Entomologisches Praktikum: Einführung in die land- und forstwirtschaftliche Insektenkunde. Sauerländer, Aarau 1945. ( 2. erw. Aufl., ebd. 1947.)